# Albertfalva
Albertfalva (németül: Sachsenfeld) Budapest XI. kerületének egyik városrésze, 1950 előtt önálló nagyközség volt.

## Fekvése
Határai a Kondorosi út a Solt utcától, Duna folyam, Hosszúréti-patak, a Budapest–Murakeresztúr-vasútvonal és Budapest–Pécs-vasútvonal, Solt utca a Kondorosi útig. Területe: 3,05 km². Kelenföldhöz képest – különösen a Fehérvári úttól keletre eső része – a kisebb arányú feltöltések miatt alacsonyabban helyezkedik el.

## Története

### Az ókortól a 19. század elejéig

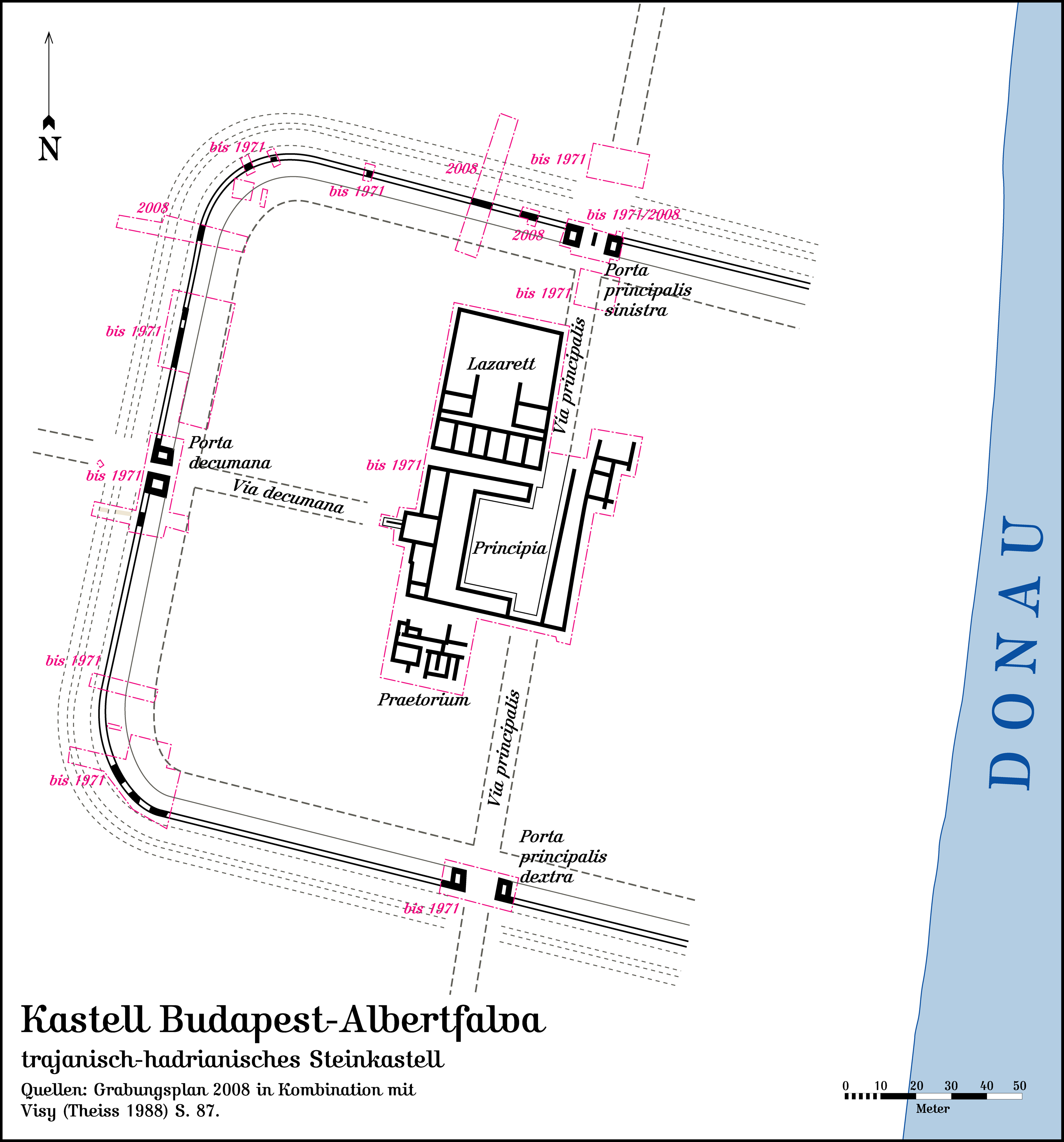
Az albertfalvai római katonai tábor és település alaprajza

Ezen a helyén állott a római légió egyik tábora, melynek neve nem ismert. Ami bizonyos, hogy ezt az első albertfalvi római katonai tábort a Kr. u. 70-es évek elején építették fel. A tábor területe 166×190 méter, mely tulajdonképpen egy palánkszerkezetű erőd volt, ami körül két védőárok húzódott. Ezt a Dunától keletre élő szarmaták égették fel valamikor a Kr. u. 90-es évek elején. A tábort később helyreállították, a Kr. u. 2. század közepe táján pedig egy nagyobb alapterületű kőerődöt emeltek, aminek kiterjedése 186 × 210 méter volt, és az előzőhöz hasonlóan kettős árokkal vettek körbe. Nagy Tibor régész tárta fel eme kőtábor főbb építményeit (parancsnoki épület, principia, táborkapuk) ásatásai során. Az erődöt, mely a markomann háborúk alatt megsérült, a Kr. u. 2. század vége táján újjáépítették, ám a szarmaták Kr. u. 259/260. évi betörése után már nem állították helyre. A tábor ezentúl katonai funkciót már nem látott el.
A középkorban ugyanitt kialakult egy templomos település ami a török időkben elpusztult.
A ráckevei uradalom 1766-ban nászajándékként került Mária Krisztina főhercegnő birtokába, majd halála után férje, Albert Kázmér szász–tescheni herceg örökölte, aki királyi helytartóként működött Magyarországon.

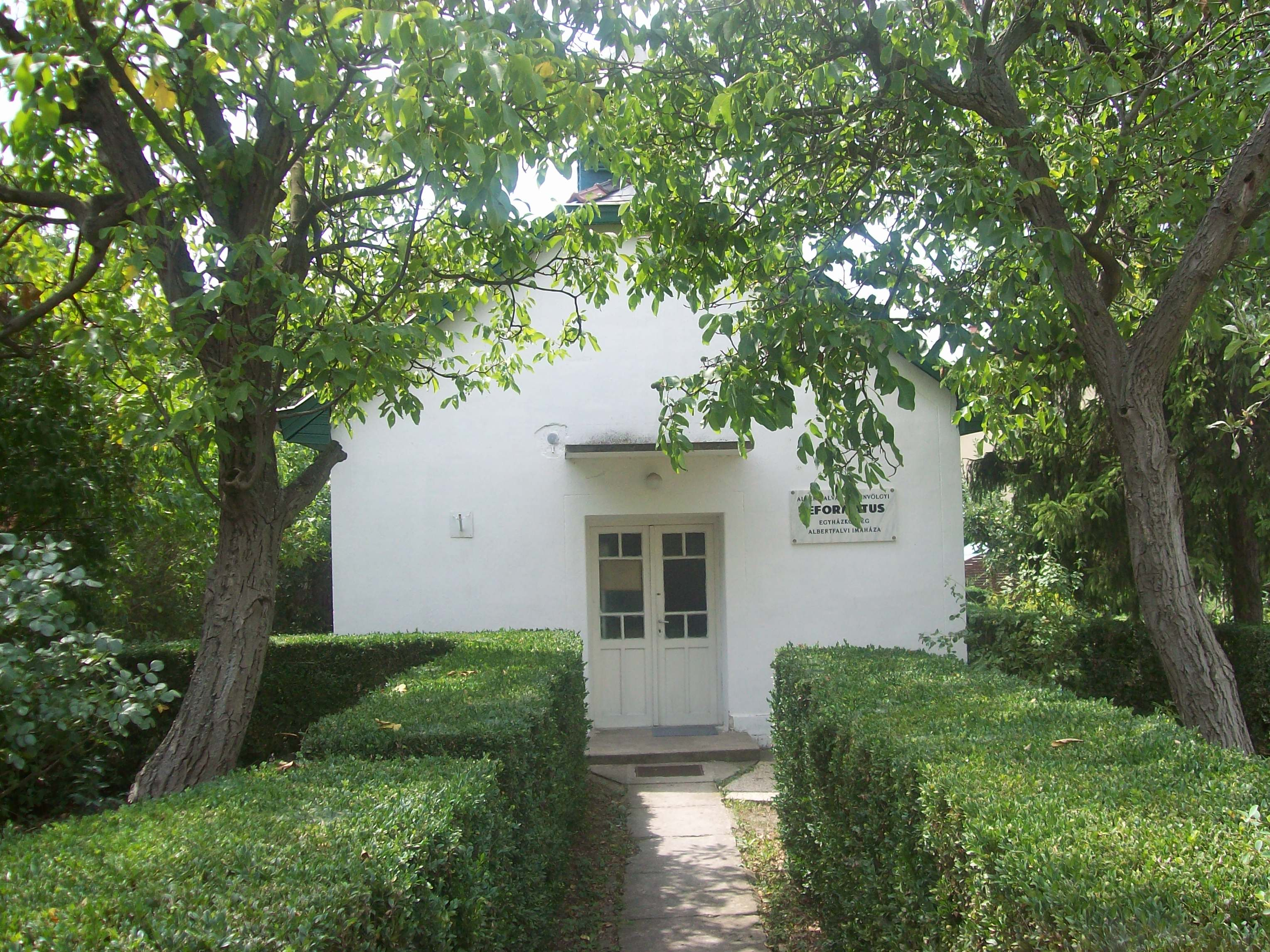
A református imaház

Albertfalvára 1817-ben még mint a császári és királyi ráckevei uradalomhoz tartozó pusztaként hivatkoznak. Georch Illés, az uradalom prefektusa 1819. március 1-jén jelentette meg azt a hirdetést, melyben a promontori zsellértelep bővítéseként a Fehérvár felé menő út két oldalán, 384 négyszögöles területen, szabályos elrendezésben ötven házhelyet jelölnek ki a zsellérek számára. A népesség főként a közelben található német helységekből illetve a szomszédos Budáról és Pestről települt ide.
Az új települést először Lerchenfeldnek (Pacsirtaföldnek) hívták, ugyanis a Pacsirta-dűlőben jött létre. A parcellázást követően a császárné iránti tisztelet jeléül Theresienfeld, később a betelepülő szászok után a Sachsenfeld (Szászföld) nevet kapta, erről már 1825-ből is van említés. A korábbi birtokos, Albert herceg emlékére az Albertdorf (Albertfalu), majd 1822-ben a mai Albertfalva nevet kapta.
Az anyakönyvezés 1823-ban indult. A település első iskolája 1828-ban kezdte meg a működését, az egytantermes épület a mai Albertfalvi Cérnázógyár helyén állt. Emlékét a gyár épületének falán tábla őrzi.

### Az önálló Albertfalva

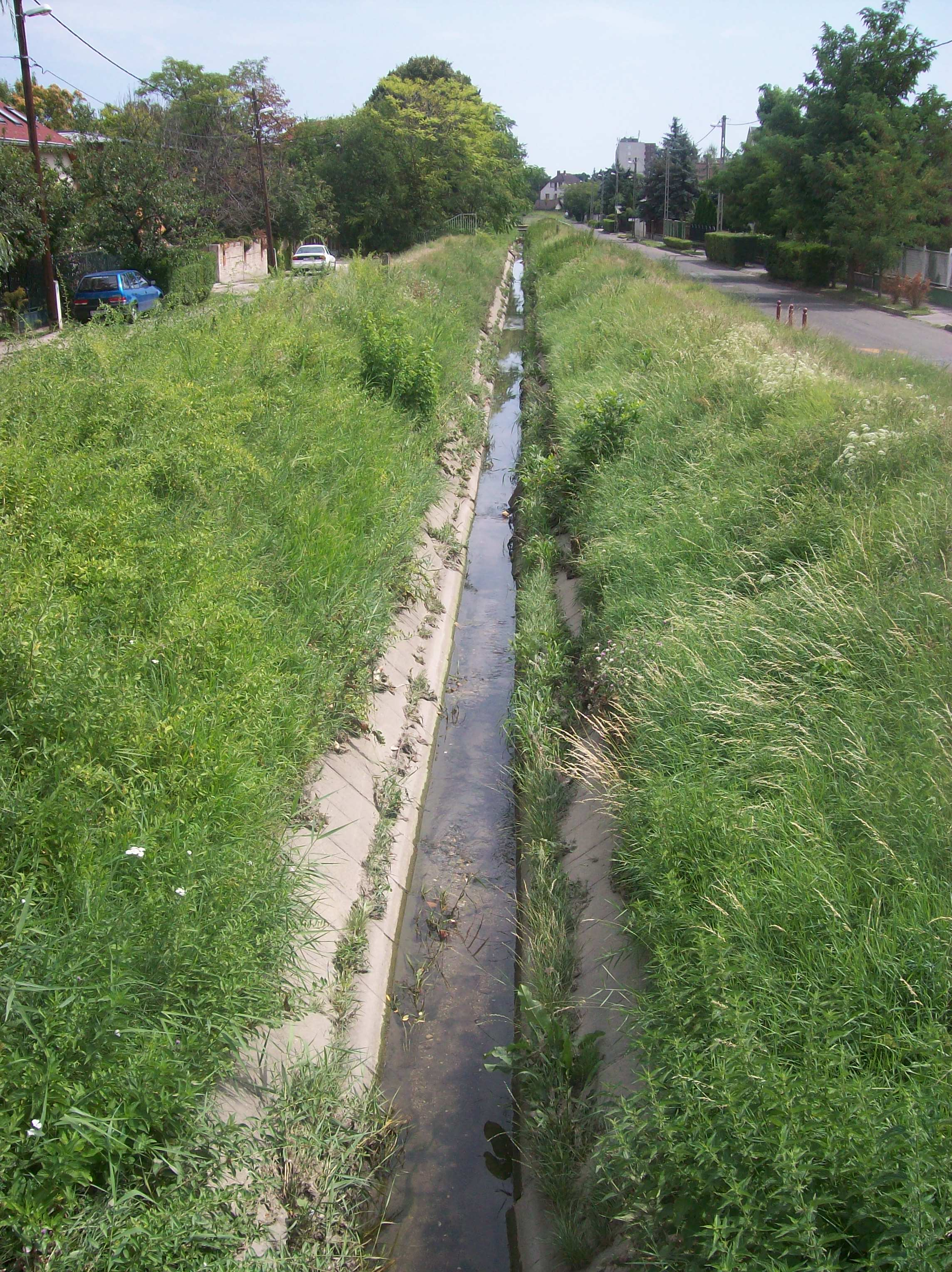
A Keserű-ér (Határ-árok) a Károly Iréneusz József utcában

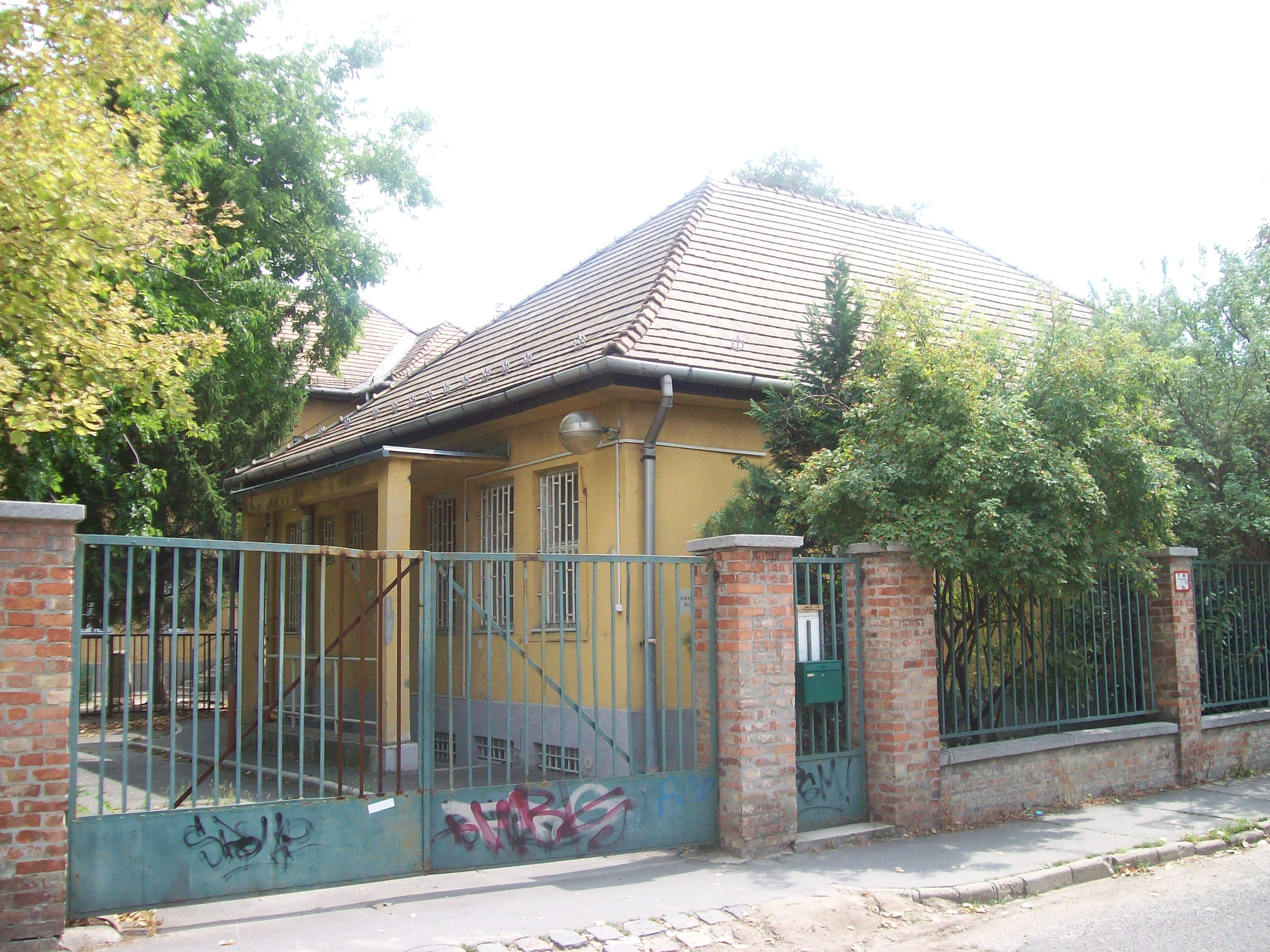
Albertfalvi Helytörténeti Gyűjtemény és Iskolamúzeum

Albertfalva az 1820-as években szakadt el Promontortól, attól kezdve önálló község volt. Az 1838-as árvíz elpusztította a zsellérházakat, de a régi telkeken újjáépítették azokat.
1856-ban a lakosság 299 fő volt, a falu területe 54 holdat tett ki. 1864-ben Albertfalva még csak egyetlen utcából állt, ekkor 20 hold szántóföld tartozott hozzá, lakosainak száma ekkor 340 fő volt, akik közül mindegyik a római katolikus vallást gyakorolta. Keleten a Duna melletti földek Donau Acker, a nyugatra eső földeket pedig Friedhof Ackernek hívták az egykoron ott található temető után, mely a mai Hunyadi János út mellett állt.
A Duna-parton az árvízvédelmi gát 1881-1886 között épült.
A századforduló környékétől immár kelet-nyugati irányban is terjeszkedni kezdett. 1900-ban már óvodát létesítettek, 1904-ben a Dél-Budai HÉV közlekedés is megindult, 1910-ben villanyvilágítással szerelték fel a községet, 1915-ben pedig a vízvezetéket is lefektették.
1929-1931 között épült fel a zömmel egyszintes sorházakból álló tisztviselőtelep (OTI telep) a Fegyvernek utca – Építész utca – Karcag utca – Vegyész utca által határolt terület). Itt található a Gyékényes utca 45-47. szám alatt az Albertfalvi Közösségi Ház, mely 2000 óta működik és számos kulturális rendezvénynek ad otthont.
1929-1930 között épült a mai Don Bosco Katolikus Általános Iskola földszintes hat tantermes épülete, melyet később kibővítettek. (1992-ig az épület a Petőfi Sándor Általános Iskolához tartozott. A Petőfi a Don Bosco önállósodását követően az 1979-1981 között épült új tömbben működik.
A népesség rohamos növekedésének következtében felmerült a község egyházigazgatási és lelkipásztori önállósítása, így Albertfalva 1933-tól önálló lelkészség lett.
A Kismarty-Lechner Jenő tervei szerint és Felsőszöllősi Szöllőssy Imre vezetésével épült római katolikus Szent Mihály Plébániatemplomot 1941. október 5-én szentelte fel Shvoy Lajos székesfehérvári püspök. Albertfalva egyetlen temploma 1949-ben kapta meg a plébániai rangot.
Az első és a második világháborúban elesettek száma 30 fő. Emléküket a mai Cérnázógyár (Fehérvári út 219.) falán álló 1941-ben emelt mészkő-márvány emléktábla őrzi, mely Vass Viktor alkotása. A 30-ból 6 név utólag lett felvésve rá.

### Budapest részeként

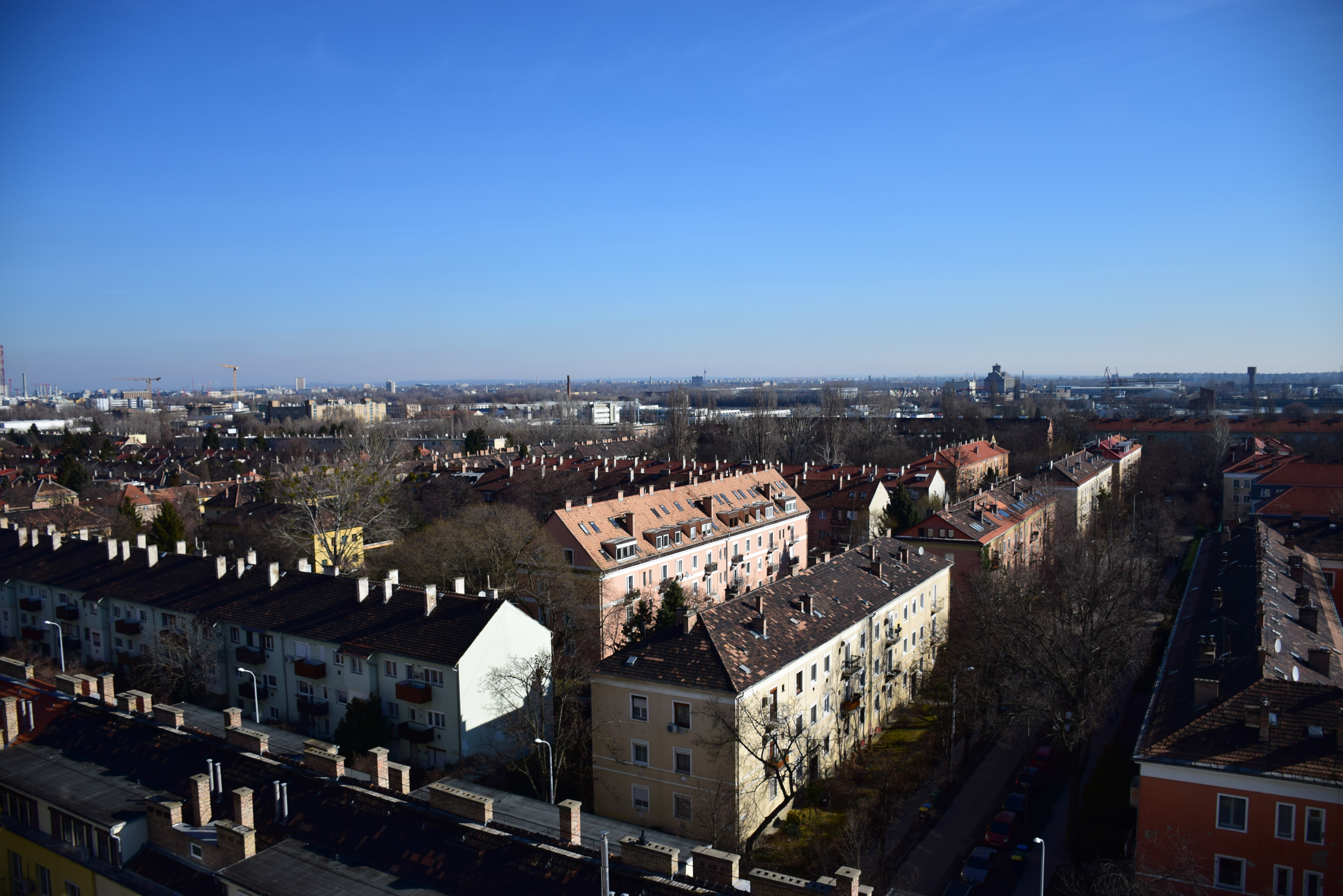
A Mezőkövesd utcai lakótelep

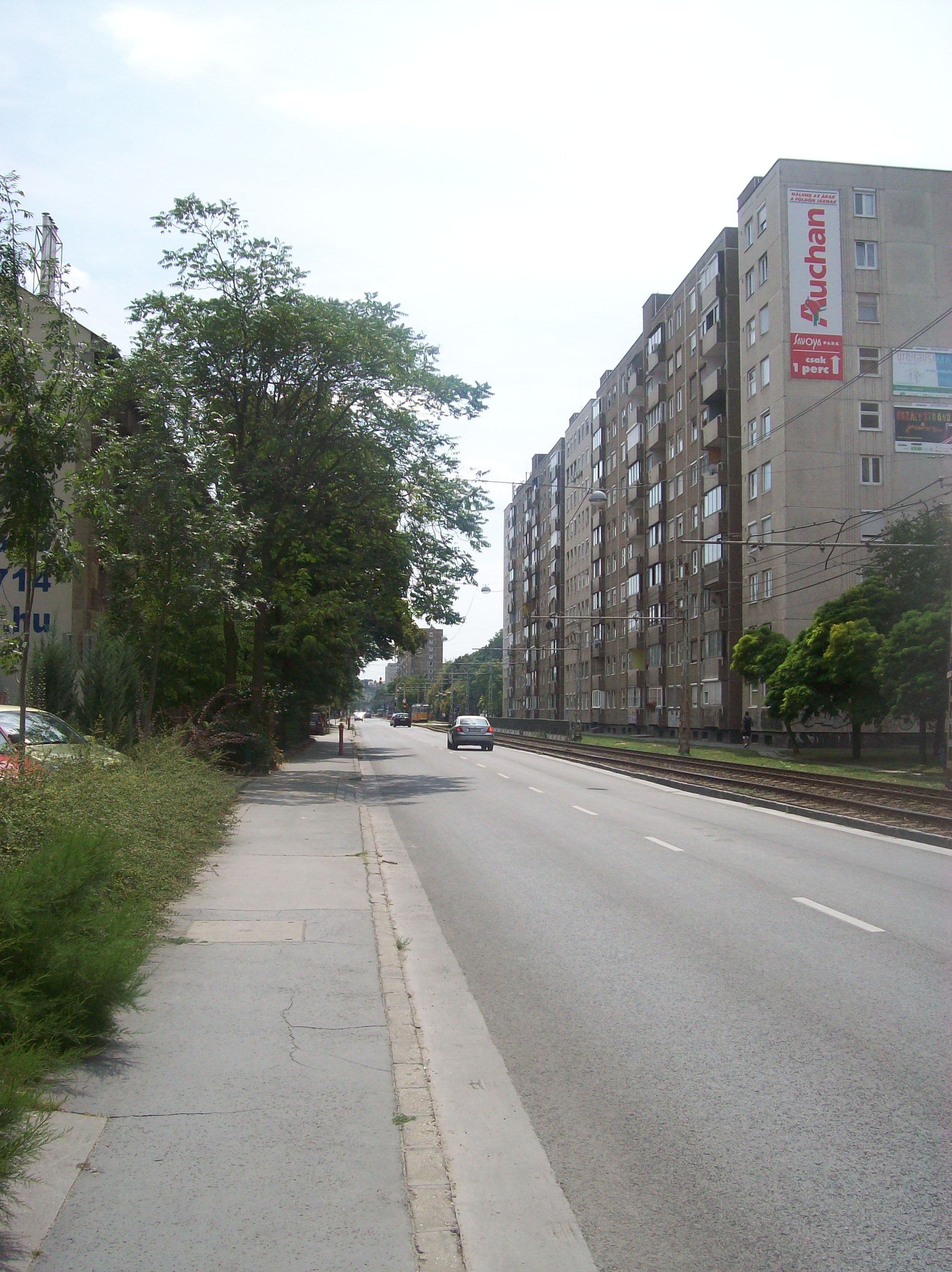
A Fehérvári út Kondorosi út és Építész utca közötti szakasza – az egykori Albertfalva fő utcája, melynek házait 1973-ban lebontották és helyükre panelházak épültek

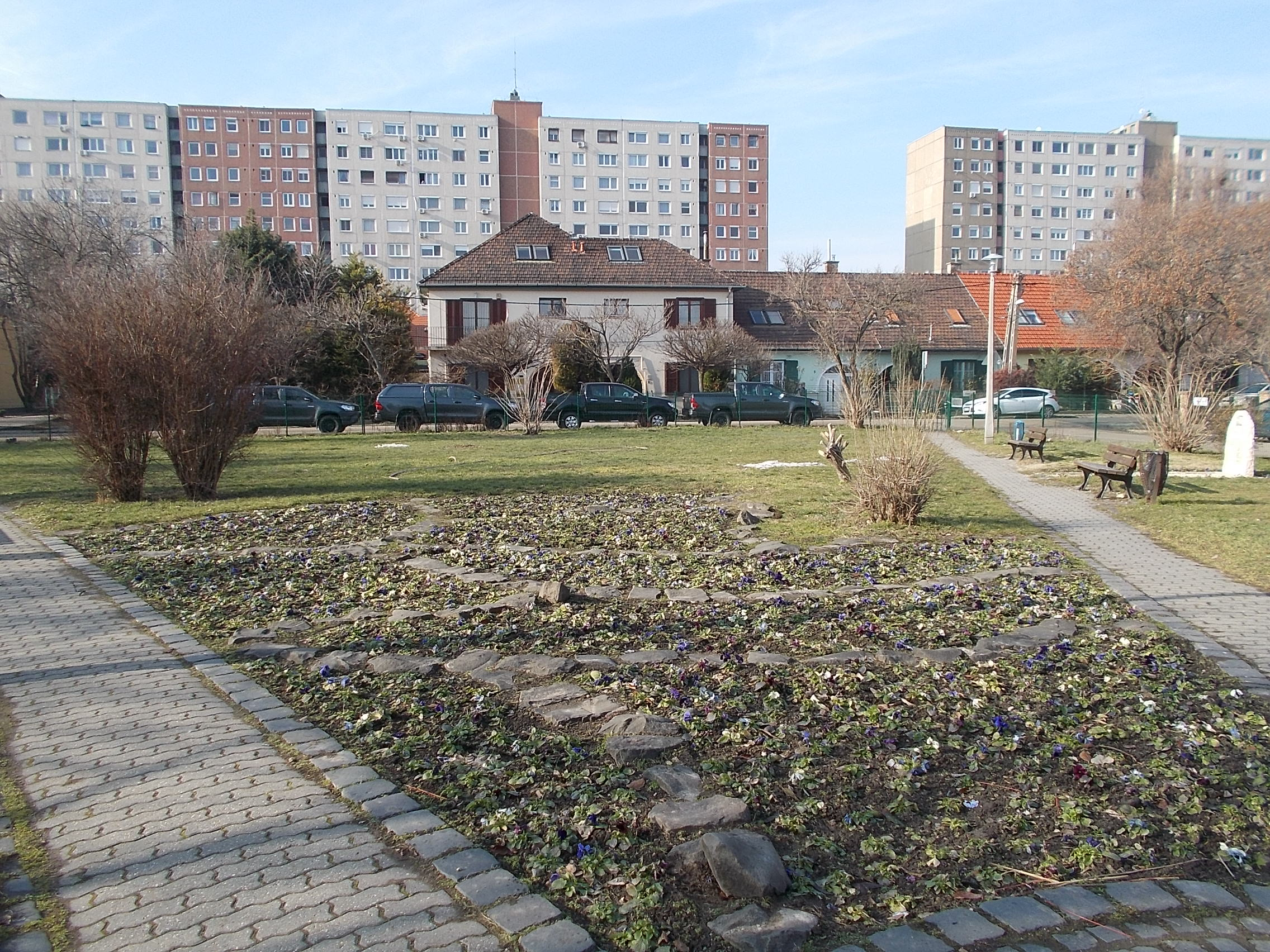
Az Abádi tér, a háttérben e Fegyvernek utcai panelházak sorakoznak

A települést 1950. január 1-jével csatolták Budapesthez, ekkor szűnt meg Albertfalva önállósága is, mely 131 évig tartott.
1950-ben jellegzetes szocreál stílusú lakótelep építése kezdődött meg a Fehérvári út – Vegyész utca – Karcag utca – Mezőkövesd utca által határolt területen. Itt volt az akkoriban közlekedő 10-es busz végállomása is ("Albertfalva új lakótelep" megállóhely). A telep befejezésekor, 1955. december 5-én nyílt meg az új nyolc tantermes iskola a Mezőkövesd utcában. Ma a Szent II. János Pál Iskolaközpont nevet viseli.
1970 körül felszámolták a régi albertfalvai temető maradványait, amely a 7-es busz forgalmi telep melletti végállomása és a garázsok helyén terült el.
A Hosszúréti-patak dunai torkolatától északra a Duna-parton működött az albertfalvai Kutyavilla vendéglő. (A hírhedt halászcsárdát 1898 körül Krúdy Gyula és Bródy Sándor) is látogatta.) Miután a hajdani épületét 1968-ban lebontották, a helyén 1974-1987 között üzemelt a Budapesti Házépítő Kombinát (BHK) IV-es számú házgyára.
1973-ban, a régi főutca házainak lebontásával párhuzamosan vette kezdetét a panelházakból felhúzott lakótelep építése, amely 1978-ra készült el. 1979-ben új panelépületet kapott a Petőfi Sándor Általános Iskola, majd 1981-ben egy újabb, 8 tantermes kis panelépülettel bővült. 1987-1988 között készült el az Albertfalvi Piac épülete. A közelmúltbeli bezárásáig hazai zöldség- és gyümölcstermelők, továbbá néhány ruhaárus kínálta benne a portékáit. 1988-ban nyitották meg a Kondorosi úti uszodát, amely 1997-ben Nyéki Imre úszó nevét vette fel.
A rendszerváltást követő magánerős lakópark építési hullám egyik eredménye a Kondorosi lakópark, amely 2004-2015 között épült.
A Budafoki elágazásnál 2004 végén nyílt meg a Savoya Park bevásárlóközpont. Budafok kocsiszíntől 2005-ben hosszabbították meg hozzá a 2016-ban megszűnt 18-as villamost. A járat déli végállomása 1972 óta addig csak az Albertfalva, kitérő megállóhely volt. 2014-ben indult újra a már korábban is létezett 48-as viszonylat. A hétvégén közlekedő "bevásárlójárat" a bevásárlóközpontot köti össze a belvárosi Deák Ferenc térrel. 2016 óta a Savoya Parkhoz a villamossal való eljutást a 18-ast részben pótló 17-es és 48-as villamosjárat közösen biztosítja.
2016 nyara óta a Kondorosi úttól befelé az 1973-ban kiszélesített Fehérvári út 2016 és 2019-között átépült. Az érintett autóbusz járatok (114-es, 213-as, 214-es). azóta a Kondorosi úton át a Tétényi úton közlekednek a Móricz Zsigmond körtéri belső végállomásukig. (Sűrítve a korábban forgalmasabb, most már a 4-es metró miatt ritkább követésű klasszikus 7-es buszt. 2019 nyarán az Etele út és a Bocskai út között is megújult az úttest. (Az Etele úthoz hasonlóan lámpákkal szabályozott, elkülönített villamosvágányok középen és irányonként egy forgalmi sáv két oldalt kijelölt kerékpárúttal.)
Az elmúlt években újabb lakóparkok létesítése miatt lebontásra került számos régi, romos lakóház, az egykori községháza (mai Fehérvári út 182. sz. helyén), melyben később iskola majd a Geológiai Technikum működött, 2007-2008-ban pedig az egykori Budalakk Festékgyár (Fehérvári út 211.) épülete is az Albertfalvi Piac szomszédságában. Helyén 2019-ben nyílt meg a helyi Lidl áruház.
2014-ben az egykori temető helyén az első és második világháború áldozatai előtt is tisztelgő emlékművet állított fel az önkormányzat, amelyet a római katolikus, a református, és az evangélikus felekezet képviselői is felszenteltek.

## A népesség alakulása[16]
| év   | lélekszám |
| ---- | --------- |
| 1851 | 170       |
| 1856 | 299       |
| 1864 | 340       |
| 1869 | 449       |
| 1877 | 400       |
| 1880 | 380       |
| 1890 | 592       |
| 1900 | 791       |
| 1910 | 1120      |
| 1920 | 1219      |
| 1933 | 3331      |
| 1941 | 4762      |
| 1949 | 5210      |
| 1995 | 14334     |

## Ipar

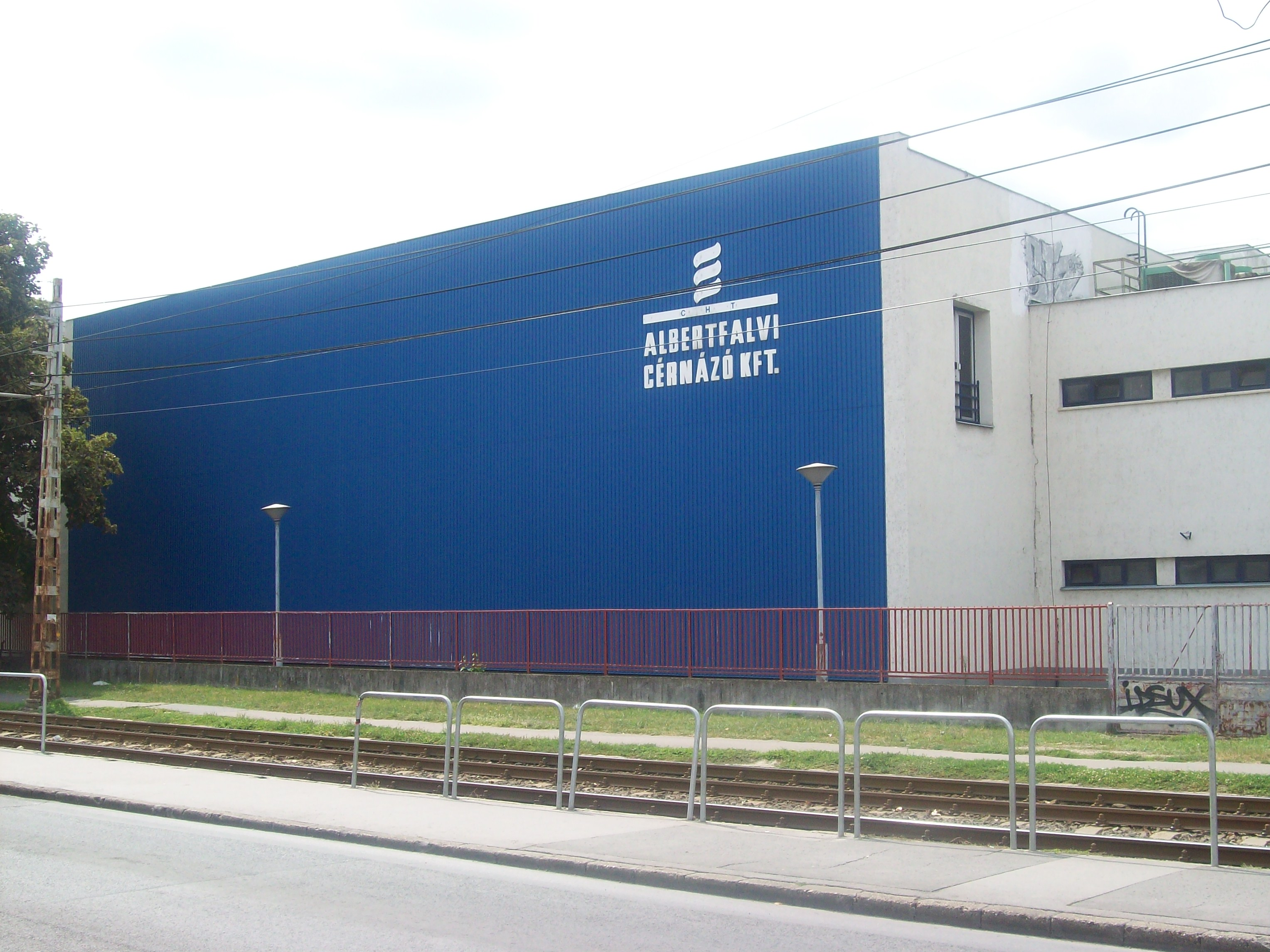
Az Albertfalvi Cérnázógyár épülete

1819-ben alakult meg az Albertfalvi Iparos Céh. 1854-ben 53 iparos mestert találunk Albertfalván, ekkortájt kezdte meg működését az Asztalos Céh is. 1886-ban megalapították az Ipartestületet, melynek elnöki tisztjét Mahunka Alajos töltötte be. Az asztalosipar ekkorra már európai hírűvé nőtt ki magát.
Albertfalván működött 1914 és 1926 között az Első Magyar Repülőgépgyár, mely szárazföldi és vízi repülőtérrel is rendelkezett. A gyár épületei még ma is állnak, az egyik szerelőcsarnok falán 1994-ben emléktáblát helyeztek el.
A 20. században jelentős fellendülést élt meg a község, számos új gyár létesült és kezdte meg termelését. Azonban ezek az egységek a század végére részint megszűntek, részben pedig átalakultak.

## Kultúra
A 20. század elején Albertfalva dinamikus fejlődésének és a fellendülő kulturális életnek szerves részét képezték az önszerveződő egyesületek, klubok, egyletek, körök, melyeket a helyi lakosok alakítottak (Cserkészegyesület, Katolikus Lányok Országos Szövetsége, Árpád kör). A lakosság minden évben nagy izgalommal várta a bált, melynek rendszerint a bálteremmel is rendelkező Grabsits vendéglő adott helyet, ezt azonban 1960-as években bezártak, később lebontottak.
Egészen az 1970-es évek elejéig meghatározó eseménynek számított a minden év szeptember 29-ét követő vasárnapon tartott Szent Mihály napi búcsú, melyen jelen voltak a vásárfiát árulók, a mutatványosok, valamint a cukorkások is. A lakosság jórésze egykoron gyakorta látogatta ezt az rendezvényt. Idővel a régi családi házak és az egykori főutca bontásával egyidejűleg a kulturális események iránt is alábbhagyott az érdeklődés.

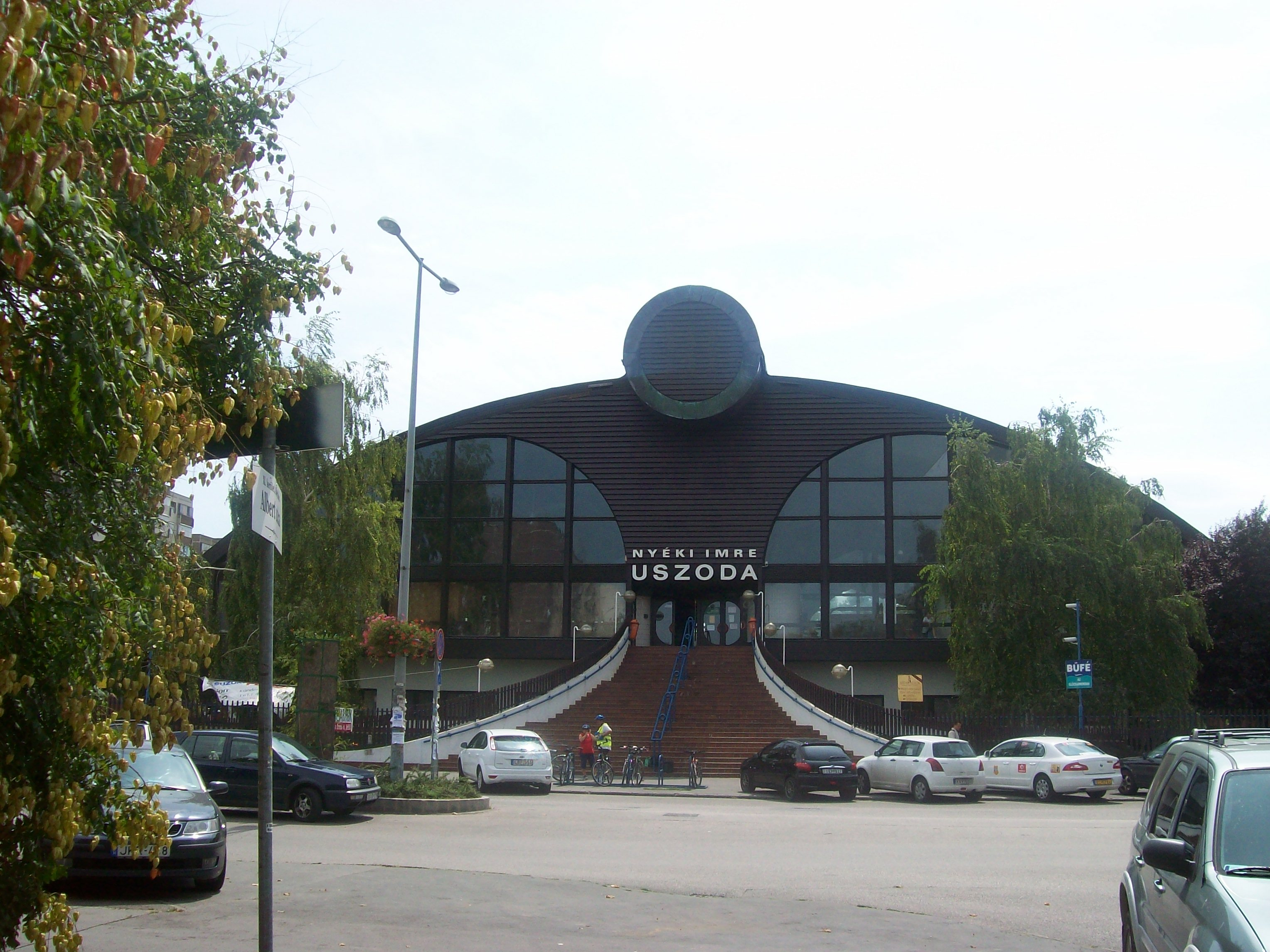
A Nyéki Imre Uszoda

Az utóbbi időben az Albertfalvi Polgári Kör és az Albertfalvi Keresztény Társas Kör próbálja feleleveníteni az egykori rendezvények hangulatát.
Az Albertfalvi Közösségi Ház biztosít kulturális eseményeket, köztük kiemelkedik június első szombatján az Albertfalvi Mustra, és novemberben az Albertfalvi napok. Számos kulturális esemény zajlik itt, valamit helyett biztosít a helyi önszerveződő csoportoknak.
1980. március 15. nyitotta meg kapuját az Albertfalvi Hely- és Iskolatörténeti Gyűjtemény. A hely időszaki és állandó kiállításokkal mutatja be Albertfalva történetét, valamint elsősorban az Albertfalvi Petőfi Sándor Általános iskola történetét.

## Közlekedés
A városrészt több BKV autóbusz- (7-es, 33-as, 114-es, 133E, 213-as, 214-es) és villamosjárat (17-es, 41-es, 47-es, 48-as, 56-os) is érinti, valamint vasútállomással is rendelkezik (Albertfalva) a MÁV 30a számú Budapest–Murakeresztúr-vasútvonalán. 2012-ben az állomás épületét és a régi bakterházat is lebontották, új, akadálymentesített megállóhely került kiépítésre, ami 2013-ra készült el.

## Fürdő az Duna-parton
A városrészt védő gáton húzódó Árasztó-part sétányának hullámtér felüli oldalán 2021-ben pihenő park nyílt. A Keserű-ér torkolatától délre a Duna kitisztult vízére és a lakossági igényre tekintettel szabadstrandot jelölt ki a főváros és a kerület vezetése, amely 2025 nyarán augusztus 12-31 között üzemel.

## Híres emberek

### Itt születtek
- Mahunka Imre, császári és királyi udvari bútorgyáros és nemzetgyűlési képviselő (1859. október 28.)
- Botos Lajos, mezőgazdasági mérnök, közgazdász (1922. július 18.)
- Kőszegi Ákos, Jászai Mari-díjas színpadi- és szinkronszínész (1960. szeptember 23.)

### Itt élt
- Kada Lajos (1924-2001) érsek életének utolsó évében lakott Albertfalván.

### Itt hunyt el
- Kakujay Károly, királyi tanácsos és királyi tanfelügyelő (1914. december 30.)

## Jegyzetek

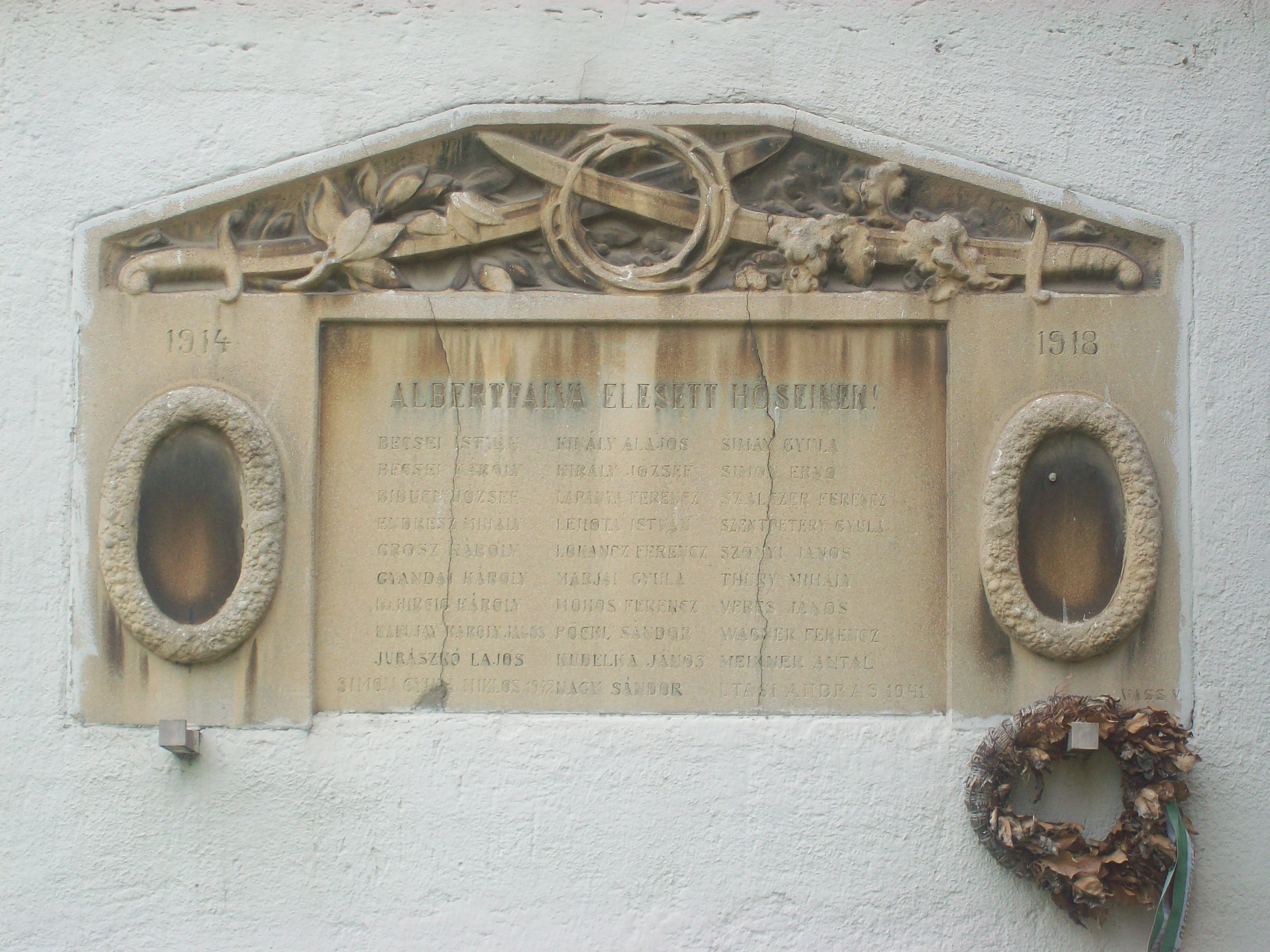
Az első világháborúban elesett hősök emléktáblája